# Альфа Блонди
Альфа Блонди (фр. Alpha Blondy), настоящее имя Сейду Коне (фр. Seydou Koné) (род. 1 января 1953 года в Димбокро, Кот-д'Ивуар) — ивуарийский певец и автор песен в стиле регги.
Сочиняет и исполняет песни на французском и английском языках, а также на африканских языках диула и баула.

## Ранние годы
Сейду Коне родился в Димбокро в 1953 году. Был старшим ребёнком в многодетной семье. Воспитывался бабушкой, по словам певца, рос «в среде старейшин». В 1962 году переехал в Одиенне, где во французской компании работал его отец. В 1972 возглавил местное отделение общенациональной молодёжной организации — Движения студентов и учащихся Кот-д’Ивуара (фр. Mouvement des étudiants et élèves de Côte d'Ivoire, MEECI). В том же году вместе с друзьями в Корого, где он учился в педагогическом колледже, организует свою первую музыкальную группу.
В 1973 году покинул страну. Сначала жил в Либерии, в столице этой страны Монровии, где преподавал французский и брал уроки английского. С 1976 года жил в США, в Нью-Йорке, где окончил Хантерский колледж. Поступив в Колумбийский университет для изучения английского языка, вскоре бросил учёбу и уехал в Уэйко, штат Техас.

## Музыкальная карьера
С помощью ямайского музыканта Клайва Ханта Сейду Коне знакомится с группой доминиканских музыкантов The Sylvesters, у которой, уехав из Техаса, выступает на разогреве по всему штату Нью-Йорк. Начинает исполнять собственные песни и каверы на Боба Марли. В этот же период С. Коне записал свой первый диск на студии Ханта Eagle Sound в Бруклине, однако эта пластинка так и не увидела свет.
В начале 1980-х годов вернулся на родину. В 1981 году известный тележурналист Роже Касси, с которым Сейду был знаком ещё в юности, предложил тому выступить на шоу талантов на государственном телевидении. Выступление имело шумный успех и обратило внимание продюсера Джорджа Бенсона, который предложил Сейду Коне поработать над его дебютным альбомом. Диск Jah Glory вышел в конце 1982 года на лейбле африканской музыки Syllart.
Международную известность Альфа Блонди принес его дебютный сингл Bridgdier Sabary (1982), текст которого осуждал полицейский произвол.
С февраля 2015 года в крупнейшем городе страны Абиджане вещает радио Alpha Blondy FM.
Альфа Блонди принимает участие в благотворительных мероприятиях. В 2011 году в составе супергруппы Paris Africa записал сингл Des ricochets, все доходы от которого были направлены ЮНИСЕФ на помощь детям стран Африканского Рога В 2014 году принимал участие в записи композиции On n’oublie pas в помощь мартиникской Ассоциации жертв авиакатастрофы 16 августа 2005 года (фр. Association des Victimes de la Catastrophe Aérienne, AVCA).

## Дискография
- RASTA POUE 1982,
- COCODY ROCK 1984,
- APARTHEID IS NAZISM 1985,
- JERUSALEM 1986,
- REVOLUTION 1987,
- THE PROPHETS 1989,
- S.O.S GUERRES TRIBALES 1990,
- MASADA 1992,
- LIVE AU ZENITH 1992,
- DIEU 1994,
- THE BEST OF ALPHA BLONDY 1996,
- GRAND BASSAM ZION ROCK 1996,
- YITZHAK RABIN 1998,
- ELOHIM 2000,
- PARIS BERCY 2001,
- MERCI 2002,
- Jah Victory 2007,
- Jah Glory 2010,
- Vision 2011
- Mystic Power 2013
- Positive Energy 2015
- Human Race 2018
- Eternity 2022